# 吾妻不等式
在機率論中，吾妻不等式（Azuma's inequality）是关于差有界的鞅的不等式，给出了值的集中情况，以日本數學家吾妻一興（Azuma Kazuoki）命名。

## 陈述
设{\displaystyle \{X_{k}\}}为鞅（或上鞅），且{\displaystyle |X_{k}-X_{k-1}|<c_{k}}几乎必然成立。则对任意正整数{\displaystyle N}与正实数{\displaystyle t}，
{\displaystyle P(X_{N}-X_{0}\geq t)\leq \exp {\frac {-t^{2}}{2\sum _{k=1}^{N}{c_{k}^{2}}}}}
当{\displaystyle \{X_{k}\}}是下鞅时，对称地有：
{\displaystyle P(X_{N}-X_{0}\leq -t)\leq \exp {\frac {-t^{2}}{2\sum _{k=1}^{N}{c_{k}^{2}}}}}
若{\displaystyle \{X_{k}\}}是鞅，同时使用以上两个不等式并利用布尔不等式可得：
{\displaystyle P(|X_{N}-X_{0}|\geq t)\leq 2\exp {\frac {-t^{2}}{2\sum _{k=1}^{N}{c_{k}^{2}}}}}
对Doob鞅使用吾妻不等式得到McDiarmid不等式，常见于随机算法的分析中。

## 吾妻不等式的简单例子
设{\displaystyle F_{i}}是一列独立且同分布的随机变量，代表了抛硬币的结果（+1代表正面，-1代表反面，正反面出现的概率相等）。
定义{\displaystyle X_{n}=\sum _{i=1}^{n}{F_{i}}}，这是一个鞅，而且满足{\displaystyle |X_{k}-X_{k-1}|\leq 1}，允许使用吾妻不等式。具体来说，我们得到
{\displaystyle P(X_{n}>t)\leq \exp {\frac {-t^{2}}{2n}}}
如果令{\displaystyle t}正比于{\displaystyle n}，则这个不等式告诉我们，尽管{\displaystyle X_{n}}的最大可能值随{\displaystyle n}线性增大，但是概率随{\displaystyle n}指数衰减。
如果令{\displaystyle t={\sqrt {2n\ln {n}}}}，得到：
{\displaystyle P(X_{n}>{\sqrt {2n\ln n}})\leq 1/n}
这意味着超过{\displaystyle {\sqrt {2n\ln {n}}}}的概率随{\displaystyle n\to \infty }而趋于0。

## 备注
谢尔盖·伯恩施坦于1937年证明了一个类似的但条件更弱的不等式。见伯恩施坦不等式。
Hoeffding对独立变量证明了这个结果，而不是鞅的差，并且也注意到做一些小调整，这个结果对鞅的差也是成立的。